# Хонадарка
Хонада́рка (чув. Хăнатар) — река в России, протекает по Красночетайскому району Чувашии. Правый приток реки Суры.

## География
Река Хонадарка берёт начало у деревни Аликово (по другим данным: исток в 0,3 км от деревни Жукино). Течёт на запад по открытой местности. В низовьях река течёт по болотистой местности. Устье реки находится северо-западнее деревни Хвадукасы в 92 км от устья Суры (по другим данным: в 2 км к северу от деревни Питишево). Длина реки составляет 18,1 км (по другим данным: 17 км). Площадь водосборного бассейна — 38,6 км². Коэффициент густоты речной сети 0,77 км/км².
В бассейне реки расположено несколько сельских населённых пунктов. Река имеет 9 притоков.

## Название
Краевед И. С. Дубанов о правом притоке Суры, протекающем в Шумерлинском районе Чувашии, с таким же названием — Хо́ндор — пишет: 

Название произошло от чув. хăнтăр «бобр».— Географические названия Чувашской Республики

## Данные водного реестра
По данным государственного водного реестра России относится к Верхневолжскому бассейновому округу, водохозяйственный участок реки — Сура от устья реки Алатырь и до устья, речной подбассейн реки — Сура. Речной бассейн реки — (Верхняя) Волга до Куйбышевского водохранилища (без бассейна Оки).
Код объекта в государственном водном реестре — 08010500412110000040100.